# De Grotten van Oberon
De Grotten van Oberon is een computerspel dat werd ontwikkeld door Cees Kramer van het Nederlandse softwarehuis Radarsoft. Het spel kwam in 1985 uit voor de Commodore 64 en een jaar later voor de MSX-computer. De speler bestuurt een vliegende schotel en moet onderweg allerlei puzzels oplossen en schakelaars omhalen en zich zo een weg door het veld banen. Het doolhof was zeer groot en uniek voor de tijd van het spel.

## Platforms
| Jaar | Platform     |
| ---- | ------------ |
| 1985 | Commodore 64 |
| 1986 | MSX          |